# پل کاستلو
پل کاستلو (به انگلیسی: Paul Costello) ورزشکار مرد رشتهٔ روئینگ اهل کشور ایالات متحده آمریکا است. وی در بین سال‌های ‎۱۹۲۰ تا ۱۹۲۸ میلادی در مسابقات بازی‌های المپیک تابستانی در مجموع ۳ مدال طلا را کسب کرد.